# 탈대소동
탈대소동(일본어: 脱隊騒動 닷타이소도[*]은 1870년(메이지 3년) 조슈번 막정개혁에 불만을 가진 기병대 등 제대가 일으킨 반란사건이다.
메이지 2년 6월 17일(1869년 7월 25일), 판적봉환에 의해 조슈번의 점유지인 이와미국 하마다와 부젠국 코쿠라의 반환이 실시되었다. 동년 11월 25일, 번지사 모리 모토노리는 수입 감소에 따른 번정개혁을 단행하여 기병대를 포함한 조슈 제대 5,000여명을 어친병 2,250명으로 재편하고, 나머지 3,000여명은 논공행상도 없이 해고했다. 어친병으로 고용승계가 되는 기준에 종군 공적은 고려되지 않고 신분과 직급만 고려되어 선별되었다. 이로써 번정규군에 해당하는 구(舊)간성대 대원들만 재고용된 한편, 평민 출신 제대사들은 실직하게 된 것이다. 이로 인해 11월 30일 나가시마 요시스케 등 구 기병대사들, 후지야마 사쿠마 등 구 진무대사들, 토미나가 유린 등 구 예무대사들 1,200여명이 폭동을 일으켰다.
메이지 3년 1월 13일, 탈퇴당한 구 제대사들은 오오모리현(오늘날의 시마네현 이와미 지방과 오키제도)를 관할하는 하마다 재판소를 습격하고, 1월 24일에는 야마구치번 의사관(議事館, 오늘날의 야마구치현청)을 포위했다. 탈대사들은 진압하러 온 간성대 출신 어친병들을 격파하고, 인근에서 민란을 일으킨 농민잇키도 합류한 결과 야마구치번 의사관은 1,800 명의 군세에 계속 포위당하는 사태가 벌어졌다.
이 소동을 해결할 만한 자가 번내에 더 이상 한 명도 없는 상황에서, 기도 다카요시(카츠라 코고로)가 폐번치현 수행을 위해 동경에서 귀번했다. 기도가 직접 진압 지휘를 의뢰받아 조슈번 상비병 300명에 더하여 제4대대 250명・오사카 병학료의 80명・카미노세키와 우베의 원군 100여명으로 구성된 토벌군 800명을 파견했다. 기병대의 창설자였던 타카스기 신사쿠의 아버지 타카스기 코츄타도 야마구치번권대참사로서 옛 기병대사들로 이루어진 탈대군을 진압하는 측에 섰다.
2월 9일, 토벌군은 오고오리의 야나이다관문에서 탈대사군과 회전했다가 반격을 받아 미타지리(호후)로 후퇴했다. 2월 11일, 다시 야나이다관문의 탈대군을 공략해 이번에는 궤주시켰다. 오고오리와 호후가 이 반란에서 격전지였는데, 그 가운데 호후의 카츠사카 포대와 가까운 미기타가다케 산기슭의 텐토쿠지에서 탈대군이 농성하는 바람에 사전(社殿)이 소실되기도 했다.
일련의 과정으로 발생한 인적피해는 탈대군측 전사자 60명, 부상자 73명, 토벌군 전사자 20명, 부상자 64명이었다. 3월 18일에 처형된 나가시마 등 25명을 비롯해 5월 6일까지 35명이 처형되었다.
한편, 다이라쿠 겐타로는 이 탈대소동의 주모자로 지목되어 3월 5일 출두명령이 내려졌다. 다이라쿠 본인은 폭동에도 전투에도 참여하지 않았지만, 기도의 메이지 근대화 노선에 협력해 탈대소동의 원인을 제공한 오무라 마스지로가 지난해 9월 다이라쿠의 문하생 코지로 나오토・단 신지로에게 암살당한데다, 그밖에도 다수의 문하생이 탈대소동에 참여했기 때문에 배후주동자로 의심받았다. 신변의 위험을 느낀 다이라쿠는 규슈 분고국 히메섬을 거쳐, 옛 지인 카와카미 겐사이의 협조를 받아 츠루사키까지 도망갔다. 다이라쿠는 카와카미에게 함께 거병하자고 제안했지만 거절당했다. 그러나 다이라쿠는 배외주의적 쇄국양이파를 규합해 메이지 정부의 타도를 획책했다. 메이지 4년(1871년) 3월, 히로사와 사네오미 암살사건 수사 중에 2경 사건으로 다이라쿠의 소재가 드러났다. 다이라쿠는 존양지사 영향력이 뿌리깊은 구루메번의 응변대로 도망가 의탁했지만, 구루메번으로 불똥이 튈 것을 두려워한 응변대사들에게 처단당했다(구루메번난 사건). 이에 연좌되어 카와카미도 범인은닉죄로 체포되어 처형되었다.
과거 간성대 두취(頭取)로서 호쿠에쓰 전쟁에서 조슈 제대와 함께 싸웠던 참의 마에바라 잇세이는 제대 전우들을 무단해고하고 토벌해 살육하기까지에 이른 기도와 대립하고 하야했다. 마에바라 자신도 옛 간성대원과 4대대 대원들과 함께 하기의 난을 일으켰다가 진압되어 참수당했다. 요시다 쇼인의 문하생 동기였던 타카스기, 기도, 마에바라의 행로는 이렇게 갈렸다.